# Sopron
Sopron (ungerskt uttal: [ˈʃopron]; tyska: Ödenburg, kroatiska: Šopron) är en stad i nordvästra Ungern nära den österrikiska gränsen. Staden ligger i provinsen Győr-Moson-Sopron och hade 2011 totalt 60 548 invånare.

## Historia

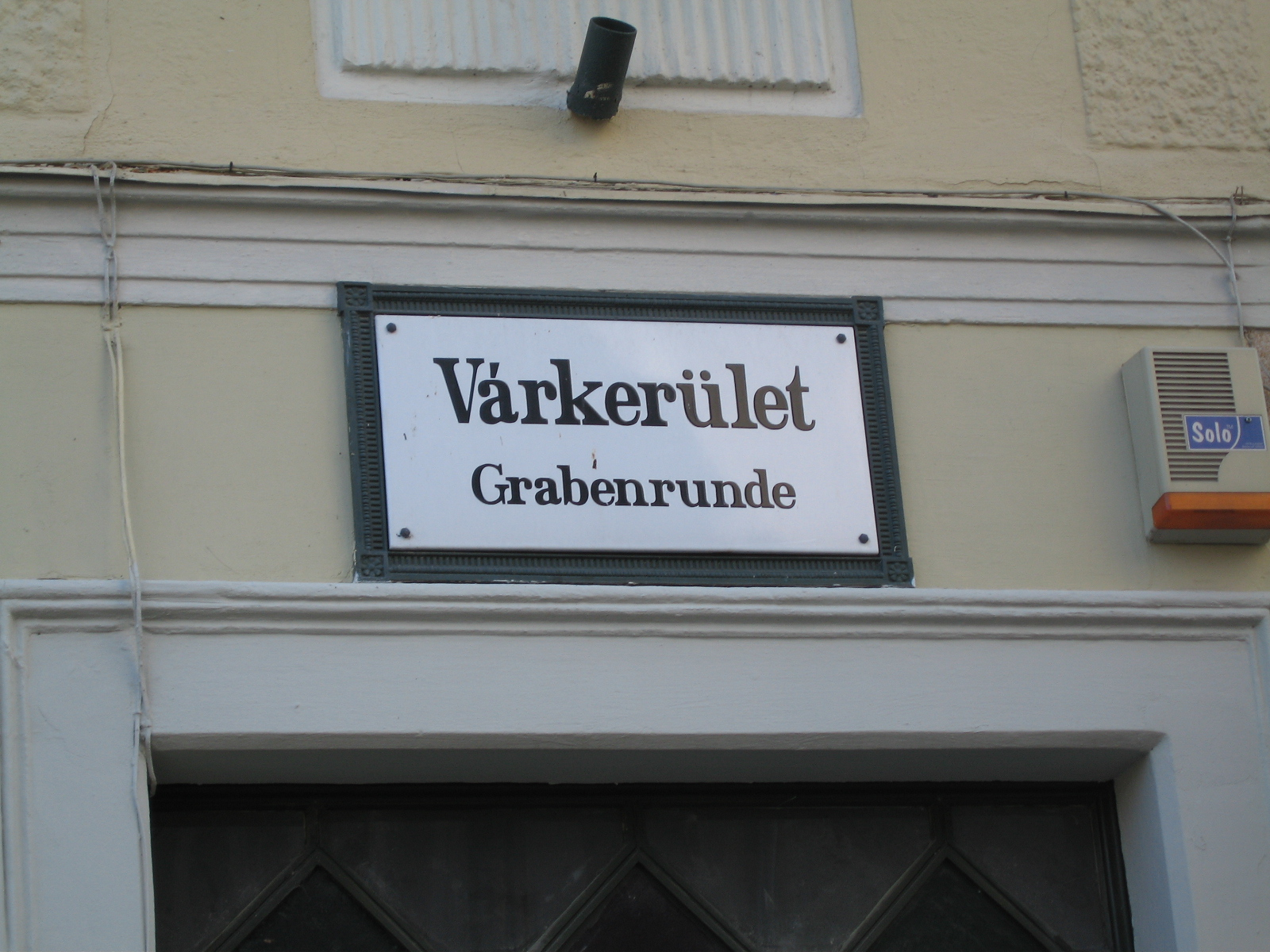
Tvåspråkig skylt i Sopron.

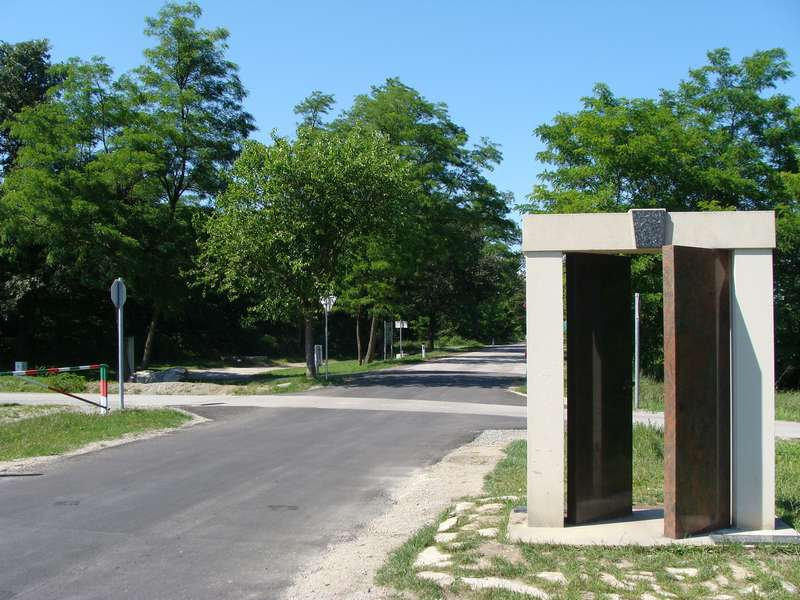
Minnesmärke över gränsövergången till Österrike i Sopron.

Sopron blev under medeltiden del av kungariket Ungern. 1273 ockuperades slottet i Sopron av kung Ottokar II av Böhmen men han lämnade slottet efter en viss tid. Sopron utsågs till en av Ungerns kungliga fria städer (ungerska: Szabad királyi város) 1277 av kung László IV.
I samband med freden i Saint-Germain och befäst genom Trianonfördraget skulle de tre västungerska komitaten Sopron, Vas och Moson avträda de tysktalande delarna till Österrike, där de bildade förbundslandet Burgenland. Sopron skulle ingå i Burgenland men de ungerska myndigheterna ville inte avträda staden, som skulle bli den nya huvudstaden i Burgenland, och en folkomröstning hölls i december 1921 som kompromiss. Området för folkomröstningen innehöll Sopron samt 8 närliggande byar. I fem av byarna fick den österrikiska sidan majoritet men i Sopron, som hade 34 000 av folkomröstningsområdets 48 000 invånare, röstade flertalet för Ungern. Resultatet av folkomröstningen fastställdes den 23 december 1921 och Sopronområdet skulle tillhöra Ungern från och med 1 januari 1922. Först den 20 februari 1922 erkände Österrike resultatet.
Den 19 augusti 1989 ägde den paneuropeiska picknicken rum strax utanför Sopron. I samband med picknicken flydde över 600 östtyskar till Österrike.

## Demografi

### Språk
Enligt folkräkningarna 1900 och 1910 fördelade sig Soprons befolkning på detta sätt, avseende på språk:
| Språk                | Talare 1900 | % 1900  | Talare 1910 | % 1910  |
| -------------------- | ----------- | ------- | ----------- | ------- |
| Hela befolkningen    | 33 478      | 100,0 % | 33 932      | 100,0 % |
| Tyska                | 17 924      | 53,5 %  | 17 318      | 51,0 %  |
| Ungerska             | 13 540      | 40,4 %  | 91 305      | 44,3 %  |
| Kroatiska            | 946         | 2,8 %   | 781         | 2,3 %   |
| Slovakiska           | 279         | 0,8 %   | 184         | 0,5 %   |
| Rumänska             | 13          | 0,0 %   | 13          | 0,0 %   |
| Serbiska             | 9           | 0,0 %   | 8           | 0,1 %   |
| Rutenska (Ukrainska) | 2           | 0,0 %   | 0           | 0,0 %   |
| Övriga               | 765         | 2,3 %   | 606         | 1,8 %   |

### Religion
Enligt folkräkningarna 1900 och 1910 fördelade sig Soprons befolkning på detta sätt, avseende på religion:
| Religion           | Antal 1900 | % 1900  | Antal 1910 | % 1910  |
| ------------------ | ---------- | ------- | ---------- | ------- |
| Hela befolkningen  | 33 478     | 100,0 % | 33 932     | 100,0 % |
| Romersk katolicism | 21 406     | 63,9 %  | 21 752     | 64,1 %  |
| Lutherdom          | 9 249      | 27,6 %  | 9 427      | 27,8 %  |
| Judendom           | 2 440      | 7,3 %   | 2 255      | 6,6 %   |
| Kalvinism          | 313        | 0,9 %   | 403        | 1,2 %   |
| Katolska östkyrkor | 40         | 0,1 %   | 41         | 0,1 %   |
| Ortodox            | 17         | 0,1 %   | 32         | 0,1 %   |
| Unitarism          | 10         | 0,0 %   | 19         | 0,1 %   |
| Övriga             | 3          | 0,0 %   | 3          | 0,0 %   |

## Sport
Fotbollsklubben FC Sopron bildad 1921 spelade i Borsodi liga och vann den Ungerska cupen 2005. Klubben upplöstes 2008.

## Vänorter
Sopron har följande vänorter:
- Veliko Tărnovo, Bulgarien
- Seinäjoki, Finland
- Sparta, Grekland
- Eilat, Israel
- Bolzano, Italien
- Kazuno, Japan
- Mediaș, Rumänien
- Rorschach, Schweiz
- Banská Štiavnica, Slovakien
- Bad Wimpfen, Tyskland
- Kempten, Tyskland
- Eisenstadt, Österrike
- Wiener Neustadt, Österrike

## Kända invånare
- Franz Liszt
- Gyula Fényi
- Ludwig von Benedek
- Margaret Mahler